# Lake Great Falls
Koordinaten: 47° 30′ 13″ N, 111° 17′ 11″ W

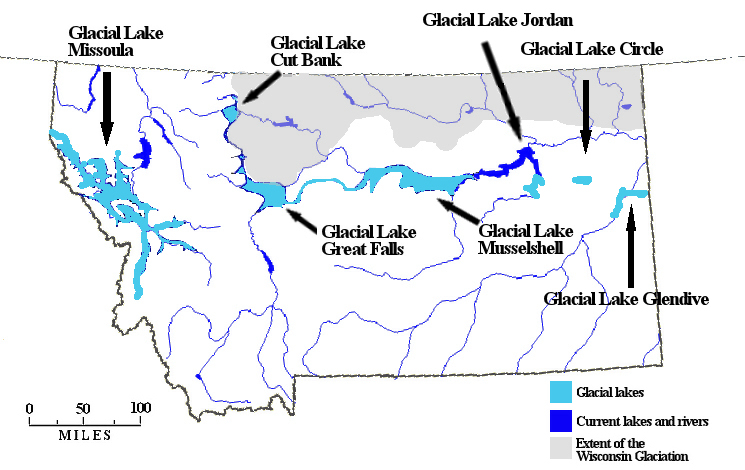
Karte von Montana mit dem Eisstausee Lake Great Falls

Der Lake Great Falls war ein prähistorischer Eisstausee, der zwischen 15.000 und 11.000 v. Chr. nahe dem Zentrum von Montana in den Vereinigten Staaten in der Nähe der heutigen Stadt Great Falls lag.

## Hintergrund
Vor ungefähr 1,5 Millionen Jahren floss der Missouri River nordwärts in einen Endsee. Zwischen 15.000 v. Chr. und 11.000 v. Chr. blockierte der Laurentidische Eisschild den Missouri River und schuf dabei den Gletschersee Lake Great Falls.
Der See lag am südlichen Ende des laurentidischen Eisschilds, eines massiven Eisschilds, der während der letzten Kaltzeit einen großen Teil Nordamerikas bedeckte. Er erstreckte sich von Cut Bank in Montana bis zum Holter Lake im Süden. Bei der heutigen Stadt Great Falls erreichte der Gletschersee eine Tiefe von etwa 183 Meter.
Ungefähr 13.000 v. Chr., als sich der Gletscher zurückzog, entleerte sich der Lake Great Falls in einer katastrophalen Megaflut. Das Schmelzwasser strömte dabei durch die Highwood Mountains und erodierte den kilometerlangen, 150 Meter tiefen Shonkin Sag, einen prähistorischen Schmelzwasserkanal.